# Pat Garrity
Patrick Joseph Garrity, detto Pat (Las Vegas, 23 agosto 1976), è un ex cestista e dirigente sportivo statunitense, professionista nella NBA.

## Carriera
Proveniente dalla University of Notre Dame, con la quale ha giocato per quattro anni, segnando 23,3 punti di media nella stagione 1997-98, e nel 1997 fu nominato miglior giocatore dell'est.
Nel draft NBA 1998 fu selezionato dai Milwaukee Bucks come diciannovesima scelta, ma fu ceduto prima ai Dallas Mavericks e successivamente ai Phoenix Suns, dove rimase fino al termine della stagione, segnando 5,6 punti in 39 gare. A fine stagione fu ceduto agli Orlando Magic, dai quali non si è più mosso. Lungo atipico, Pat è dotato di un ottimo tiro da tre punti ed ha vissuto la sua migliore stagione nel 2001-02, segnando 11,7 punti e catturando 4,2 rimbalzi a partita.
Nel settembre del 2008 annuncia il suo ritiro dal basket professionistico, dopo 513 partite giocate nella regular season con Orlando (secondo di sempre nella franchigia), nonostante i numerosi infortuni.
Dal 2014 è nello staff dei Detroit Pistons.

## Statistiche

### College
| Anno      | Squadra             | PG  | PT  | MP   | TC%  | 3P%  | TL%  | RP  | AP  | PRP | SP  | PP   |
| --------- | ------------------- | --- | --- | ---- | ---- | ---- | ---- | --- | --- | --- | --- | ---- |
| 1994-1995 | Notre Dame F. Irish | 27  | 27  | 27,6 | 52,3 | 38,9 | 76,6 | 5,1 | 1,3 | 0,7 | 0,6 | 13,4 |
| 1995-1996 | Notre Dame F. Irish | 27  | 27  | 33,1 | 47,6 | 27,5 | 68,6 | 7,1 | 1,4 | 0,9 | 0,5 | 17,2 |
| 1996-1997 | Notre Dame F. Irish | 30  | 30  | 35,2 | 48,4 | 38,2 | 77,6 | 7,4 | 2,8 | 0,8 | 0,6 | 21,1 |
| 1997-1998 | Notre Dame F. Irish | 27  | 27  | 35,4 | 48,1 | 37,0 | 75,0 | 8,3 | 2,4 | 0,6 | 0,6 | 23,2 |
| Carriera  | Carriera            | 111 | 111 | 32,9 | 48,8 | 35,8 | 74,7 | 7,0 | 2,0 | 0,8 | 0,6 | 18,8 |

### NBA

#### Regular Season
| Anno      | Squadra       | PG  | PT  | MP   | TC%  | 3P%  | TL%  | RP  | AP  | PRP | SP  | PP   |
| --------- | ------------- | --- | --- | ---- | ---- | ---- | ---- | --- | --- | --- | --- | ---- |
| 1998-1999 | Phoenix Suns  | 39  | 9   | 13,8 | 50,0 | 38,9 | 71,4 | 1,9 | 0,5 | 0,2 | 0,1 | 5,6  |
| 1999-2000 | Orlando Magic | 82  | 1   | 18,0 | 44,1 | 40,1 | 72,1 | 2,6 | 0,7 | 0,4 | 0,2 | 8,2  |
| 2000-2001 | Orlando Magic | 76  | 1   | 20,8 | 38,7 | 43,3 | 86,7 | 2,8 | 0,7 | 0,5 | 0,2 | 8,3  |
| 2001-2002 | Orlando Magic | 80  | 43  | 30,1 | 42,6 | 42,7 | 83,6 | 4,2 | 1,2 | 0,8 | 0,4 | 11,1 |
| 2002-2003 | Orlando Magic | 81  | 53  | 31,9 | 41,9 | 39,6 | 83,0 | 3,8 | 1,5 | 0,8 | 0,2 | 10,7 |
| 2003-2004 | Orlando Magic | 2   | 0   | 11,0 | 33,3 | -    | -    | 0,0 | 0,5 | 0,0 | 0,0 | 1,0  |
| 2004-2005 | Orlando Magic | 71  | 0   | 13,5 | 40,2 | 33,3 | 87,9 | 1,7 | 0,4 | 0,3 | 0,1 | 4,6  |
| 2005-2006 | Orlando Magic | 57  | 0   | 16,5 | 41,7 | 38,8 | 81,1 | 1,9 | 0,7 | 0,2 | 0,2 | 4,9  |
| 2006-2007 | Orlando Magic | 33  | 0   | 8,4  | 31,4 | 34,4 | 88,9 | 1,3 | 0,4 | 0,2 | 0,0 | 2,2  |
| 2007-2008 | Orlando Magic | 31  | 0   | 9,2  | 33,8 | 21,6 | 80,0 | 1,4 | 0,4 | 0,2 | 0,0 | 2,1  |
| Carriera  | Carriera      | 552 | 107 | 20,0 | 41,7 | 39,8 | 80,6 | 2,6 | 0,8 | 0,4 | 0,2 | 7,3  |

#### Playoffs
| Anno     | Squadra       | PG | PT | MP   | TC%  | 3P%  | TL%  | RP  | AP  | PRP | SP  | PP   |
| -------- | ------------- | -- | -- | ---- | ---- | ---- | ---- | --- | --- | --- | --- | ---- |
| 1999     | Phoenix Suns  | 3  | 0  | 17,3 | 52,9 | 100  | 100  | 3,0 | 0,3 | 0,3 | 0,3 | 9,0  |
| 2001     | Orlando Magic | 4  | 0  | 29,3 | 47,2 | 50,0 | 80,0 | 1,3 | 0,5 | 0,0 | 0,3 | 12,0 |
| 2002     | Orlando Magic | 4  | 4  | 36,8 | 37,5 | 38,9 | 75,0 | 7,5 | 2,3 | 0,5 | 0,3 | 8,5  |
| 2003     | Orlando Magic | 7  | 1  | 23,3 | 28,6 | 23,5 | 100  | 2,6 | 0,7 | 0,3 | 0,4 | 4,0  |
| 2008     | Orlando Magic | 2  | 0  | 3,0  | 0,0  | 0,0  | 50,0 | 1,0 | 0,0 | 0,0 | 0,0 | 0,5  |
| Carriera | Carriera      | 20 | 5  | 24,3 | 39,3 | 40,7 | 85,7 | 3,2 | 0,9 | 0,3 | 0,3 | 6,9  |

## Palmarès
- NCAA AP All-America Second Team (1998)